# Sparks (альбом)
Sparks — дебютный студийный альбом англо-американской рок-группы Sparks, записанный и вышедший в 1971 году. Сначала диск был выпущен лейблом Bearsville Records под заголовком Halfnelson, затем перевыпущен Warner Bros. Records, как Sparks (незадолго до ре-релиза группа соответствующим образом поменяла своё название).
Синглом из альбома вышел трек «Wonder Girl» («No More Mr. Nice Guys» — на обороте). Он поднялся до # 92 в списках журнала Cash Box и возглавил местный чарт в Монтгомери Каунти (штат Алабама).
Альбом поначалу не обратил на себя внимания музыкальной критики, но впоследствии не раз отмечался ею как необычный и новаторский релиз, намного опередивший своё время Рок-критик Айра Роббинс охарактеризовав стиль группы как «гибрид Марлен Дитрих с The Stooges», назвал альбом «великолепной и утончённой экспозицией уникального таланта» и отмечает особую склонность Маэлов к созданию «диковинной, дадаистской лирики».

## Список композиций

### Сторона 1
- «Wonder Girl» (Ron Mael) — 2:15
- «Fa La Fa Lee» (Ron Mael) — 2:54
- «Roger» (Russell Mael) — 2:30
- «High C» (Ron Mael) — 3:03
- «Fletcher Honorama» (Ron Mael) — 4:01
- «Simple Ballet» (Russell Mael, Ron Mael) — 3:50

### Сторона 2
- «Slowboat» (Russell Mael, Ron Mael) — 3:50
- «Biology 2» (Earle Mankey) — 3:00
- «Saccharin and The War» (Russell Mael) — 3:57
- «Big Bands» (Ron Mael and Russell Mael) — 4:15
- «(No More) Mr. Nice Guys» (Jim Mankey, Ron Mael) — 5:45

## Участники записи
- Russell Mael — вокал
- Ron Mael — клавишные
- Earle Mankey — гитара
- Jim Mankey — бас-гитара
- Harley Feinstein — ударные